# Friedrich Wilhelm Heinrich von Hausen
Friedrich Wilhelm Heinrich von Hausen (* 1739; † 2. Januar 1818 in Königsberg) war ein preußischer Generalleutnant und Chef des gleichnamigen Infanterieregiments. Er war zudem Erbherr auf Powarben, Sudnicken, Podlacken, Molsehnen, Wesselshoefen, Schugsten, Bloestau, Krummteich, Wehlack, Sand, Germehnen, Schaaksvitte, Gudda und Groeckau.

## Leben

### Herkunft
Friedrich Wilhelm Heinrich von Hausen war der Sohn des Oberstleutnants Friedrich Ehrenreich von Hausen (1694–1745) und Amalie Luise von Grumbkow (1726–1790), Tochter des Generalfeldmarschalls Friedrich Wilhelm von Grumbkow. Sein Vater war Amtmann von Ragnitz und Erbherr auf Powarben, Molsehenen, Bloestau, Hohenfelde und Schungsten.

### Militärkarriere
Hausen wurde 1754 Adjutant von Prinz Heinrich von Preußen. Während des Siebenjährigen Krieges zeichnete er sich bei Prag, Roßbach, Freiberg, Leuthen und Hochkirch aus.
Als 1789 König Friedrich Wilhelm II. eine spezielle Parade bei Heiligenbeil abnahm, zeichnete er den damaligen Oberst mit dem Pour le Mérite aus. Am 24. Mai 1792 wurde er zum Generalmajor ernannt und erhielt das Infanterieregiment „von Gillern“, welches in Rastenburg stationiert war. 1795 kaufte der General Polnisch Litthauen, wo ihm zu Ehren eine goldene Medaille geschlagen wurde. 1799 trat er als Generalleutnant mit Pension in den Ruhestand. Er starb 1818 in Königsberg.

### Familie
Friedrich Wilhelm Heinrich von Hausen war mit Anna Albertine Usula von Knobloch (* 29. November 1740; † 11. September 1818) aus dem Hause Schulkein verheiratet. Sie war die Tochter von Karl Gottfried von Knobloch und Witwe von Franz Friedrich von der Groeben aus dem Haus Wehlack. Hausen hatte mit seiner Frau folgende Tochter:
- Henriette Therese Amalie Friedrike (* 11. August 1775; † 4. Februar 1848)

⚭ 1796 (Scheidung vor 1805) Karl Friedrich von Klinckowström (1738–1816)
⚭ 1805 Anton Gustav d’Aubier (* 1770; † 22. August 1838), Seigneur de Sauzet et de Creveceur, preußischer Major ab am 9. Mai 1805 Wappenvereinigung zu Hausen-Aubier

## Auszeichnungen
Hausen war Inhaber des Großen Roten Adlerordens und Ritter des Johanniter-Ordens.